# Almerindo Jaka Jamba
Almerindo Jaka Jamba, né le 21 mars 1949 et mort le 1er avril 2018 à Luanda, est un homme politique et historien angolais, membre de l'UNITA.

## Biographie
Après avoir étudié la philosophie au Portugal, Almerindo Jaka Jamba se joint à l'UNITA en 1972 et est nommé secrétaire d'État de l'Information par Jonas Savimbi dans le gouvernement de transition qui dirige le pays de janvier à juillet 1975 après les accords d'Alvor. Il siège à l'Assemblée nationale, dont il est vice-président de 1997-2005. Il est ensuite nommé ambassadeur à l'UNESCO (2005-2008).
Titulaire d'un doctorat en histoire, il est membre de l'Académie des beaux-arts d'Angola,.